# Ренганески, Армандо
Армандо Федерико Ренганески (исп. Armando Federico Renganeschi; 10 мая 1913, Капитан-Сармьенто, по другим данным Буэнос-Айрес — 10 октября, по другим данным 12 октября, по третьим данным 11 октября 1983, Кампинас), иногда называемый Ренга (исп. Renga) — аргентинский футболист, центральный защитник. После завершения карьеры долгое время работал тренером в Бразилии.

## Карьера
Армандо Ренганески родился в Аргентине в семье выходцев из Пезаро, Альфредо и Корнелии Ренганески, но ещё будучи 11-месячным переехал в Парагвай. В возрасте 11 лет он вернулся на родину. Ренганески начал свою карьеру в 1927 году в клубе «Сентраль Норте», где выступал пять лет. Оттуда футболист перешёл в «Индепендьенте», где выступал до 1938 года. В тот же период он провёл два матча за вторую сборную Аргентины, которая в 1935 году провела два матча с Уругваем. Затем Ренганески  играл, на правах аренды, в командах «Эстудиантес», где сыграл в пяти матчах, «Альмагро», за которую сыграл 10 встреч, и «Тальерес». В 1940 году Армандо был арендован бразильским клубом «Бонсусессо». 

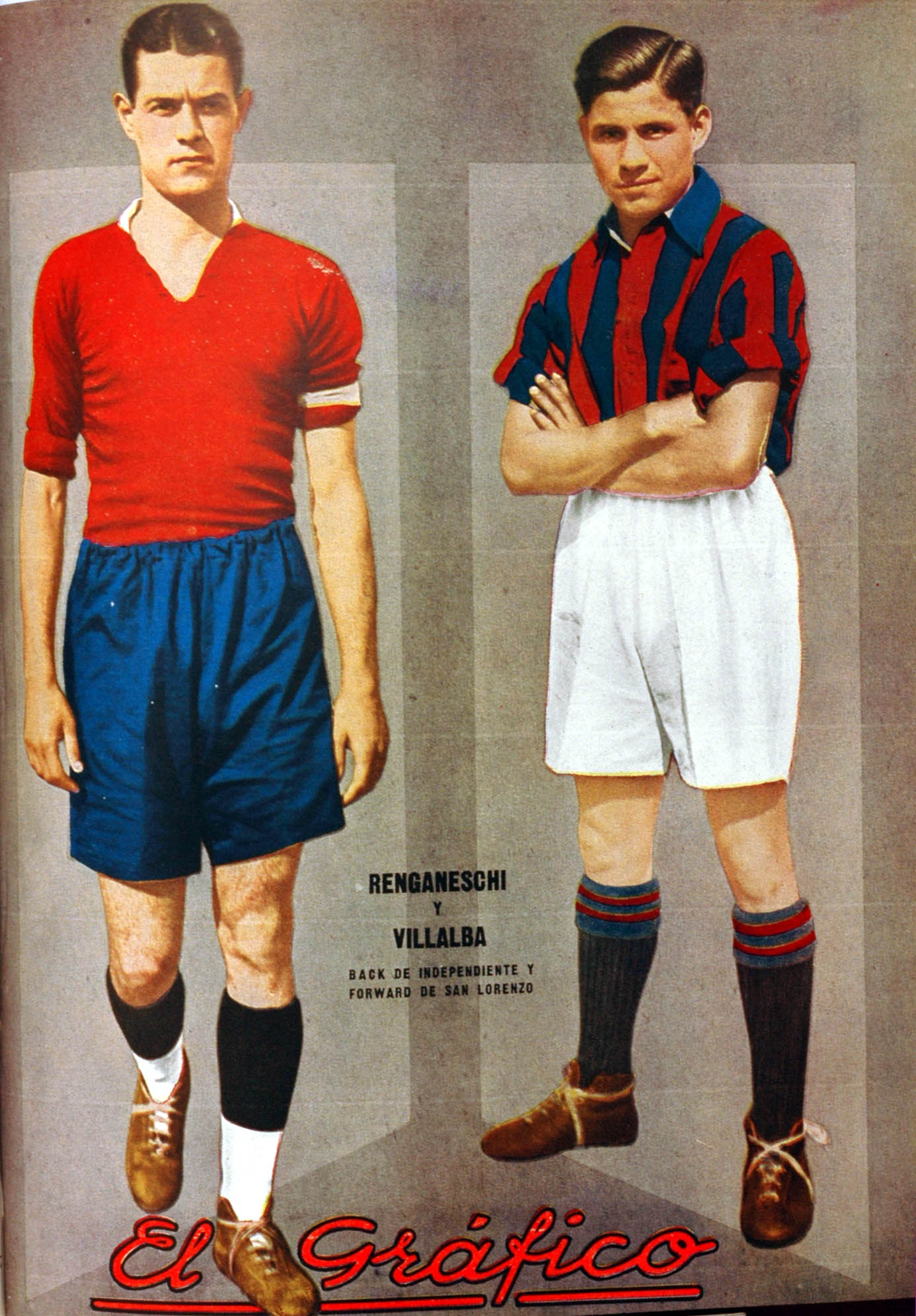
Ренганески (слева) и Вильяльба

В 1941 году контракт аргентинца был выкуплен «Флуминенсе», в составе которого дебютировал 30 марта в матче с «Эпакаре» (5:0). В первый же год защитник помог команде выиграть чемпионат штата. В этот же год он был осуждён на шесть месяцев и выслан из страны: Ренганески приехал в Бразилию по туристической визе и оставался там более допустимого срока, к тому же работая, являясь профессиональным футболистом. Чуть позже он официально въехал в страну, где продолжая играть за «Флу». За клуб футболист провёл 129 матчей (72 победы, 23 ничьи и 34 поражения). В мае 1944 года контракт Армандо закончился, а клуб из Рио-де-Жанейро не предпринял действий по продлению соглашения. После этого Ренганески подписал договор с «Сан-Паулу». Годом позже он выиграл с командой чемпионат штата. Ещё через год футболист победил в ещё одном розыгрыше турнира, в финале которого, будучи травмированным, забил победный гол в ворота «Палмейраса». За команду Армандо играл на протяжении пяти лет, проведя 103 матча (60 побед, 23 ничьих и 20 поражений) и забив один гол, по другим данным 107 матчей. Затем Ренганески перешёл в «Нороэсте», а потом в «Жабакуару», где завершил карьеру из-за нескольких последовательных травм.
После завершения игровой карьеры, Ренганески стал тренером, где сразу возглавил «Жабакуару». Затем работал с молодёжном составом «Сан-Паулу». В 1951 году он стал главным тренером «XV ноября» из Жау, с которым он выиграл второй дивизион чемпионата штата. Годом позже Ренганески вновь выиграл второй дивизион чемпионата штата Сан-Паулу, на этот раз с «Линенсе». Затем работал с клубом «Португеза Деспортос», «Ферровиарию», вновь «XV ноября» из Жау, «Комерсиал» из Рибейран-Прету, «Нороэсте» и ещё раз «Жабакуару». В 1958 году Армандо стал главным тренером «Сан-Паулу». В первый же год он привёл клуб ко второму месту в чемпионате штата. После турнира Рио — Сан-Паулу он покинул команду, которая под его руководством провела 56 матчей (33 победы, 14 ничьих и 9 поражений). После этого Ренганески вернулся в «Нороэстре». Затем вновь работал в Жау, а потом в «Гуарани». В 1961 году он возглавил «Палмейрас». Клуб с ним во главе дошёл до финала Кубка Либертадорес, но в нём проиграл «Пеньяролю». Всего под его руководством «Палмейрас» провёл 57 встреч, выиграв 32 матча, 13 сведя вничью и 12 раз проиграв.
После «Палмейраса» Ранганески тренировал клуб «Португеза Сантиста», а затем «Прудентину». Потом Армандо тренировал аргентинскую команду «Индепендьенте», заплатившую за уход тренера 600 тыс крузейро. Потом работал вновь в «Гуарани» и вновь в  «Ферровиарии». В 1965 году Ренганески стал главным тренером «Фламенго», и в первый же год он выиграл чемпионат штата. Армандо работал в клубе три сезона, возглавляя команду в 125 матчах, из которых клуб выиграл 55 раз, 32 раза сыграл вничью и 38 раз потерпев поражения, по другим данным 129 матчей (56 побед, 35 ничьих и 38 поражений). Далее Ренганески тренировал «Ботафого» из Рибейран-Прету, а затем вновь работал в Пирасикабе, с которым победил во втором дивизионе чемпионата штата. Затем работал в «Португезе Сантиста», клубе «Паулиста», «Спорт Ресифи», «Гуарани» и в «Комерсиале». В 1972 году Ренганески стал главным тренером клуба «Атлетико Гоияниенсе», где проработал лишь в восьми матчах (3 победы, ничья и четыре поражения). Далее он трудился в «Нороэсте» и вновь в «Комерсиале». 
В 1974 году Армандо возглавил «Коритибу», с которым в первый же год выиграл чемпионат штата. Потом тренировал «Пиньейрос», «Жувентус», «Колораду», «Понте-Прету» и «Лондрину». В 1978 году Ренганески возглавил клуб «Коринтианс», заменив на посту главного тренера Освалдо Брандао. Клуб под его руководством провёл 21 матч, из которых выиграл десять, семь свёл вничью и четыре проиграл. После этого Армандо работал в командах «Гремио» из Маринги, «Уберландии», клубе «Сан-Бенту», «Баия», которая под его руководством провела 11 встреч, и «Каскавел». Последнией командой в карьере Ренганески стал клуб «Матсубара», с которым он работал дважды в 1981 и 1983 годах, покидая команду между двумя этими сроками по состоянию здоровья.

## Достижения

### Как игрок
- Победитель турнира Начала чемпионата Рио-де-Жанейро: 1941, 1943
- Чемпион штата Рио-де-Жанейро: 1941
- Чемпион штата Сан-Паулу: 1945, 1946, 1948

### Как тренер
- Чемпион штата Рио-де-Жанейро: 1965
- Чемпионат штата Парана: 1974

## Личная жизнь
Армандо Ренганески был женат на Анне Боску (1923—2012). У них было трое дочерей — Регина, Мирта и Сандра.